# Fabio Fusi
Pour les articles homonymes, voir Fusi.
Fabio Fusi, né le 22 juin 1969 à Rome, est un nageur italien.

## Palmarès

### Championnats du monde
- Championnats du monde de nage en eau libre 2000 à Honolulu
  -  Médaille d'argent du 25 km par équipe mixte

### Championnats d'Europe
- Championnats d'Europe 2000 à Helsinki
  -  Médaille de bronze du 25 km

### Jeux méditerranéens
- Jeux méditerranéens de 1997 à Bari
  -  Médaille d'argent du 15 km
- Jeux méditerranéens de 1993 en Languedoc-Roussillon
  -  Médaille de bronze du 200 mètres brasse